# Inostemma popovicii
Inostemma popovicii är en stekelart som beskrevs av Peter Neerup Buhl 2006. Inostemma popovicii ingår i släktet Inostemma och familjen gallmyggesteklar. Inga underarter finns listade i Catalogue of Life.